# Panzer-Ausbildungs-Verband Großdeutschland
Het Panzer-Ausbildungs-Verband Großdeutschland was een Duitse eenheid van de Wehrmacht in de Tweede Wereldoorlog. Deze eenheid kwam in de laatste weken van de oorlog in actie in Noord-Duitsland.

## Geschiedenis
Het Panzer-Ausbildungs-Verband Großdeutschland werd op 4 april 1945 opgericht door de Panzer-Grenadier-Ersatz- und Ausbildungs-Brigade Großdeutschland. Het Verband was bedoeld om ingevoegd te worden in de zich in oprichting bevindende Pantserdivisie Clausewitz, maar deze actie werd al op 8 april 1945 gestopt. Het Verband werd vervolgens met de regimenten Wackernagel (uit het Panzer-Grenadier-Ausbildungs-Regiment) en Pörschmann (uit de Offiziersbewerberschule) aan de Eems en Wezer ingezet, onder ander bij Cloppenburg.

### Einde
Rond 19 april 1945 werd het Panzer-Ausbildungs-Verband Großdeutschland ingevoegd in de 15e Pantsergrenadierdivisie in Noordwest-Duitsland.

## Samenstelling
- Panzer-Ausbildungs-Abteilung Großdeutschland (nooit opgericht)
- Panzer-Grenadier-Ausbildungs-Regiment Großdeutschland (3 bataljons)
- Offiziersbewerberschule Großdeutschland
- Artillerie-Ausbildungs-Abteilung Großdeutschland
- Panzer-Pionier-Ausbildungs-Bataillon Großdeutschland (slechts 2 compagnieën)
- Panzer-Nachrichten-Ausbildungs-Abteilung Großdeutschland (slechts 1 compagnie)

## Bovenliggende bevelslagen
| Legerkorps     | Leger                 | Legergroep     | Plaats/regio | Begin      | Eind            |
| -------------- | --------------------- | -------------- | ------------ | ---------- | --------------- |
| 86e Legerkorps | 1e Parachutistenleger | Heeresgruppe H | Eems, Wezer  | april 1945 | ± 19 april 1945 |

## Commandanten
| Rang | Naam | Begin      | Eind            |
| ---- | ---- | ---------- | --------------- |
|      | ??   | april 1945 | ± 19 april 1945 |